# New Britain
New Britain er den største ø i Bismarck øgruppen ved Papua Ny Guinea ved Australien.
- Wikimedia Commons har flere filer relateret til New Britain

5°45′S 150°36′Ø / 5.75°S 150.6°Ø